# 湊莉久
湊 莉久（みなと りく、1993年8月1日 - ）は、日本の元アイドル、元タレント、元AV女優。神奈川県出身。

## 人物
- 2013年4月にティーパワーズに所属し、ショートヘアのAV女優としてデビュー[3]。
- 高校卒業[4]後、雀荘店員などを経験[5]。
- 趣味は、麻雀、運動、読書、料理、買い物。特技は、手芸、バドミントン、水泳、お菓子作り。
- 自身のファンのことを「湊アーミー」と呼んでいる[6]。これは自身が好きな米国のハードロックバンド・KISSが、ファンのことを「KISSアーミー」と呼ぶことにかけたものである。
- 2015年2月よりアメリカンショートヘアのオス猫「するめ」を飼っているが、自身は猫アレルギーである[7]。
- 恵比寿マスカッツのメンバーの夏目花実と共に一緒に番組をやったことがある。
- 2018年3月にAV女優引退[8]、2019年1月20日「湊莉久×福島裕二 写真展」最終日をもって完全引退[9]。
- 2019年時点では雀荘[10]、2022年時点では昼間はエステティシャン、週末の夜はバー店員として働いている[11]。

## 略歴

### 2013年
- 4月1日、『雀荘でバイトするショートカットの現役女子大生 AVDebut!』（キャンディ）にてAVデビュー。

### 2014年
- 8月24日、セガのゲーム「龍が如く」のキャラクター出演をかけた「セクシー女優人気投票」にて8位に選出され「龍が如く0 誓いの場所」への出演権を獲得[12]。
- 12月29日、体調不良等を理由にAVの無期限休止をブログで報告。引退ではなく、グラビアやイベント等を中心に活動して行くと発表[13]。

### 2015年
- 2月12日、セクシーアイドルユニットKÜHNのメンバーとしての活動を開始、イメージカラーは青。
- 5月4日、DMM.R18アダルトアワード2015にて最優秀女優賞を受賞[14]。
- 5月25日、初の写真集『MINATO RIKU』（彩文館出版）を発売。
- 6月2日、ファイブプロモーションからマークスジャパンへの移籍を発表[15]。
- 6月5日、単体メーカー年間専属が決定したことに伴い、2014年末以来無期限休止していたAV撮影への復帰を宣言[16]。
- 9月7日、teamZERO専属にてAV復帰となることを発表[17]。
- 9月26日、恵比寿★マスカッツメンバーへの加入が発表される[18]。
- 10月9日、『KÜHN Live!! Final』開催。このライブをもってKÜHNが解散。
- 12月13日、Asia Entertainment Expo2015内で開催されたR18.com Awards2015にて特別賞を受賞。

### 2016年
- 1月31日、『かすみレディオ』#45（2月放送）公開収録において「初代かすみ果穂大好きアイドルNo.1」に輝く。
- 3月11日、初の冠番組『湊、今からだべるってよ』を5月からエンタ!959にて開始することを発表。
- 5月17日、初の冠番組『湊、今からだべるってよ』、エンタ!959にて放送開始。番組内でのキャッチフレーズは「庶民派ハードロック雀士」。
- 6月4日、『湊、今からだべるってよ』、初の公開収録を行う。ゲストは夏目花実。7月放送。
- 7月19日、ティーパワーズへの移籍を発表[3]。
- 8月12日、9月発売作品をもってteamZERO専属の卒業を発表[19]。
- 8月19日、10月発売作品よりS1専属への移籍を発表[20]。

### 2017年
- 3月3日、スカパー!アダルト放送大賞2017のスカパー!オンデマンドアダルト賞を受賞[2]。
- 12月30日、「東京パロパロYouTubeチャンネル」開始。初回更新よりメンバーとして参加。

### 2018年
- 2月7日、3月をもってAV女優引退を発表[8]。
- 4月18日、『湊、今からだべるってよ』放送終了。
- 5月16日、『湊、今からだべるってよ』の後継番組『はなみなと』、エンタ!959にて放送開始。
- 6月17日、「湊莉久ラスト写真集制作プロジェクト!」として写真集制作のためのクラウドファンディング開始[21]。
- 8月30日、24時をもってクラウドファンディング終了。支援総額10,663,000円が集まり、写真集制作と写真展開催が決定[21]。
- 10月12日、『恵比寿マスカッツ 真夜中のワイドショー』番組内において、12月15日のライブをもって恵比寿マスカッツの卒業、および完全引退を発表[22]。
- 12月15日、ライブ「冬の卒業式〜言っとくけど私たちず〜っとマスカッツ好きだからなSP〜」をもって恵比寿マスカッツを卒業[23]。
- 12月27日、ギャラリー・ルデコ（LE DECO）にて「湊莉久×福島裕二 写真展」開始[24]。

### 2019年
- 1月20日、「湊莉久×福島裕二 写真展」最終日。この日をもって完全引退。

## 作品

### アダルトDVD
| 2013年 | 2013年   | 2013年                     | 2013年       |
| タイトル | 発売日   | メーカー                   | 備考         |
| --- | -------- | -------------------------- | ------------ |
| 雀荘でバイトするショートカットの現役女子大生 AVDebut! | 4月1日   | キャンディ                 | デビュー作   |
| 精子生飲みJK | 4月25日  | AKNR                       |              |
| 恥ずかしいカラダ ショートカット新人 湊莉久 | 4月27日  | HMJM                       |              |
| 映画館で痴漢にイカされた女子校生 2 自分の身体は普通じゃないと思い込んだ幼い決断                                                                                   | 5月9日   | 東京ティンティン+          |              |
| 性交依存症の制服少女 2 | 5月13日  | HERO                       |              |
| 着衣風呂 | 5月23日  | 稀有                       |              |
| 髪を切ったあの娘のチナラが聞きたくて… | 5月24日  | BALTAN                     |              |
| 肉壷（俺専用） 新体操部 りく | 5月25日  | ラマ                       |              |
| 強烈にヤリたくなる媚薬を飲んで豹変した姉貴達は、見境もなく弟のチ○ポにむしゃぶりついた!                                                                            | 6月6日   | SWITCH                     |              |
| 顔バレVIP●ER素人まとめ 13 あの国民的グループを脱退した光●薫・激似の22歳新卒OLがパンスト越しの美尻をくねらせながら極太バイブでひくつくオマ●コを自画撮りうp         | 6月6日   | new girl                   |              |
| 示談性交 標的にされた読者モデル女子高生 | 6月14日  | Up'S                       |              |
| 今度の愛人はわたしの接吻を独占したがる | 6月14日  | ワープエンタテインメント   |              |
| 放課後ラブホテル | 6月19日  | CROSS                      |              |
| 濃密どアクメ水着レズ | 6月19日  | アンナと花子               |              |
| 僕の知らない妻を見たくて… 01 | 6月21日  | DOC                        |              |
| 素人垢BAN動画（仮） 1 | 6月21日  | MAGIC                      |              |
| 愛しのコスメイト ハレンチJK | 6月22日  | HMJM                       |              |
| 目が奪われる瞬間 vol.02 | 7月2日   | MAGIC                      |              |
| 濃厚ザーメンを子宮の奥深くに中出しされ水中クイックターンで妊娠確定!!                                                                                              | 7月6日   | DEEP'S                     |              |
| 女子アナHなハプニング映像 2013夏 お宝3時間スペシャル | 7月6日   | ROCKET                     |              |
| チア少女をねぶり尽くす | 7月13日  | ラマコス                   |              |
| SOD女子社員 真夏の野外野球拳 in SODビアガーデン | 7月18日  | SODクリエイト              |              |
| 余韻フェラチオ 2 | 7月19日  | SEX Agent                  |              |
| 制服の似合う美少女と性交 | 7月26日  | I.B.WORKS                  |              |
| 湊、ソープマット部はじめるってよ。 | 7月26日  | First Star                 |              |
| おしゃぶりごっくんピンサロ嬢 | 8月1日   | MOODYZ                     |              |
| どしろうとちゃんねる 4 | 8月1日   | MAGIC                      |              |
| レズ Wキャスト 3 | 8月8日   | DEEP'S                     |              |
| 絶対に手を出してはいけない相手をレズ夜這い 7 | 8月8日   | AKNR                       |              |
| 湊莉久式 早漏チ○ポ強化合宿 | 8月8日   | AKNR                       |              |
| ハイスペック美女と超ご都合主義SEX! ありえない夢のような4つのシチュエーション                                                                                      | 8月8日   | michiru                    |              |
| The REAL SEX REC.7 | 8月9日   | LEO                        |              |
| BAZOOKAスペシャル企画！ニッポン全国をナンパで縦断し、1000人斬りを目指す！！お待たせ！第2回は「沖縄」!!                                                            | 8月9日   | BAZOOKA                    |              |
| 厨二病なら恋しよう! | TMA      |                            |              |
| 悩殺タイトスカート尻コキ | 8月14日  | TMA                        |              |
| 小汚いワンルーム住まいの僕だけど、掃除専門のお手伝いさんを雇ってエッチなグッズを見せつけたら女の子とヤラしいことができた。 キャンセル待ち続出のプラチナム家政婦編 | 8月22日  | Hunter                     |              |
| 衝撃的“神すっぴん”美少女AVデビュー! 東京都○○区商店街の焼鳥屋さんでいつもすっぴんで働いているあや（19歳）が、すっぴんのままで初めてのAV撮影!                       | 8月22日  | ATOM                       | 「あや」名義 |
| はじめての中出し記念日 | 8月25日  | 本中                       |              |
| 挑発JK逆さ撮りパンチラ 4 | 8月26日  | ラマ                       |              |
| 目が奪われる瞬間 vol.04 | 9月3日   | MAGIC                      |              |
| 誰にも言えない禁断のレズ恋愛 親友と親友のママに愛されて Vol.2 | 9月5日   | DEEP'S                     |              |
| 飛び跳ねるくらい淫れイキする生徒会長 | 9月5日   | AKNR                       |              |
| 美少女の涙と膣内射精 少女は泣いて感じてイキまくる。 | 9月13日  | 無垢                       |              |
| 童貞クン家で童貞狩り | 9月20日  | ワープエンタテインメント   |              |
| 美少女即ハメ白書 16 | 9月20日  | ソクハメラボ               |              |
| 本物中出しごっくん美少女メイド | 9月25日  | 本中                       |              |
| 制服女子校生と中出し乱交 | 10月1日  | ZUKKON/BAKKON              |              |
| 美少女ハメ撮り調教 | 10月3日  | グローリークエスト         |              |
| 彼女の親友に告白された… ヤレるチャンスは今しかない! さてどうする?                                                                                                 | 10月10日 | AKNR                       |              |
| 街を歩いている素人の女の子を捕まえて、勃起したチ●ポをセンズリしているのをダラダラ見せ続けたら… 2                                                                  | 10月11日 | BAZOOKA                    |              |
| ゴローのひとりコスプレ例大祭 | 10月11日 | TMA                        |              |
| 妹婚（シスコン）! 4 〜妹のヨコシマな日常〜 | 10月13日 | PSYCHEDELIC PUPPET         |              |
| 湊莉久お貸しします。 | 10月18日 | クリスタル映像             |              |
| 黒タイトスカートが似合う働くお姉さんのビッタリ密着した肉感的なお尻に着衣のまんまチ●ポ擦り&ザー汁発射してもう着れないくらい汚しちゃいたい                          | 10月18日 | ワープエンタテインメント   |              |
| 息子の嫁が入浴中なのにうっかり扉を開けてしまった義父 | 10月24日 | AKNR                       |              |
| コスプレ例大祭 6 | 10月25日 | TMA                        |              |
| ふしだら旅行 身も心もゆるした美乳少女の肢体とSEX… | 10月25日 | オーロラプロジェクト       |              |
| 中出しソープランドに堕ちた女子大生 | 11月1日  | ワンズファクトリー         |              |
| 女子高生イラマチオ | 11月8日  | ワープエンタテインメント   |              |
| 羞恥! 野外腰砕け! 激ヤバ・ビッグバンローターをマ○コに入れて 潮吹きアクメデート! 6                                                                                 | 11月9日  | サディスティックヴィレッジ |              |
| 酔って潰れて持ち帰られた女 | 11月21日 | グローリークエスト         |              |
| 嫁のママ友に手を出したら淫れイキする早漏妻だった | 11月21日 | AKNR                       |              |
| 国民的アイドル♥ M-girls 誘惑大乱交 4時間SPECIAL 〜今どきアイドル達が業界タブーの枕営業〜                                                                          | 12月1日  | MOODYZ                     |              |
| 新妻4人と毎日子作り | 12月1日  | ZUKKON/BAKKON              |              |
| 温泉街で見つけた一般男女が出会ってすぐに「混浴モニター体験」初対面でいきなり裸同士!の即席カップルは、入浴中に火が付くまで何分? 2                                  | 12月5日  | SODクリエイト              | 「あき」名義 |
| さとみとりく | 12月13日 | 無垢                       |              |
| 接客中に顔を紅潮させながら感じまくるバイト娘 7 1名増量 5店舗SP 〜居酒屋、カフェ、スポーツショップ、雑貨屋、アクアショップ〜                                       | 12月19日 | ナチュラルハイ             |              |
| DANDYちょいワケあり仕事集 | 12月19日 | AKNR                       |              |
| 湊莉久のコスプレXmas | 12月25日 | PSYCHEDELIC PUPPET         |              |
| 可憐な女子校生が堕ちたSEXの記録 | 12月27日 | 宇宙企画                   |              |
| 抜かずの14発中出し | 12月27日 | EROTICA                    |              |

| 2014年 | 2014年   | 2014年                     | 2014年                            |
| タイトル | 発売日   | メーカー                   | 備考                              |
| --- | -------- | -------------------------- | --------------------------------- |
| S-Cute Girls | 1月1日   | S-Cute                     |                                   |
| ノーパン・ハイスクール 5 | 1月7日   | プレミアム                 |                                   |
| イタズラ特化型羞恥AV 真・時間が止まる腕時計 パート2 時間停止病院でやりたい放題 | 1月9日、 | ROCKET                     |                                   |
| 浴びた女も感激する一撃!!大量顔射!!! Part.4 | 1月10日  | ワープエンタテインメント   |                                   |
| 催眠実験 2 －不意－ | 1月15日  | 催眠研究所                 |                                   |
| 「看護師の透けパン尻をオカズに隠れせんずりしていたら 勃起汁まみれチ○ポを見られ怒られるかと思ったらヤれた」 “今回限りのエロ尻すぎて患者暴走ヤるVer.”                                                                                               | 1月23日  | DANDY                      |                                   |
| ハメ潮100リットル 中出しザーメン10リットル 湊莉久をダマして超汗臭い日雇い労働者とナマ中出し乱交SEXをさせろ! | 1月23日  | サディスティックヴィレッジ |                                   |
| SEXのハードルが異常に低い世界 7 | 2月6日   | DEEP'S                     |                                   |
| 催眠素顔 9 | 2月15日  | 催眠研究所                 |                                   |
| ボーイッシュ ビューティー | 2月19日  | ミル                       |                                   |
| 夏休み中の湊莉久を24時間ヤレる家 | 2月20日  | ブレスト                   |                                   |
| コスプレ個撮投稿特集 5 | 2月21日  | FS.ナイツビジュアル        |                                   |
| 再婚相手の連れ子は美人女子校生姉妹!!初めて皆で川の字で寝る事に…。明け方、年頃で可愛い妹のパジャマがはだけ、発育途中の身体を見て欲情してしまった僕は彼女を…!!ふと横を見ると、妹と僕がSEXしているのを気づいた姉が、興奮し身体をくねらせていたので…… | 3月1日   | DOC                        |                                   |
| 光くらぶ×ミニマム 205X年、性教育。 | 3月1日   | ミニマム                   |                                   |
| この指でベロチュウしながらシゴいてあげる 2 | 3月7日   | ワープエンタテインメント   |                                   |
| kira☆kira BLACK GAL SPECIAL ロリ黒GAL4姉妹中出し壮絶大乱交 ?突然僕にスケベな妹が出来ちゃった? | 3月19日  | kira☆kira                  |                                   |
| ぶっかけ中出し輪姦100連発 | 3月25日  | ダスッ!                    |                                   |
| 先生と私 ?初恋レズビアン? | 4月1日   | U&K                        |                                   |
| コスプレ個撮投稿特集 6 | 4月4日   | FS.ナイツビジュアル        |                                   |
| 品格のあるキャビンアテンダントの美脚ガニ股研修 お客様のためにどんなときでも笑顔でパンスト脚を大胆に開くCAたちの鬼研修に完全密着 | 4月10日  | ディープス                 |                                   |
| 停電中に友達のお父さんに即ハメされてイカサレタ快感が忘れられず、「もう一回シテ」とオヤジの濃厚セックスを求めだす○学生 | 4月10日  | ナチュラルハイ             |                                   |
| 中出し肉便器学級当番 | 4月10日  | サディスティックヴィレッジ |                                   |
| 偶然パンツが見えている女の子の事が気になってスカートの中を覗いていたら目が合ってしまい… 4 | 4月11日  | DOC                        |                                   |
| 微乳パラダイス 敏感ちっぱい 3人娘大乱交スペシャル | 4月19日  | ROOKIE                     |                                   |
| 女が男性器（ち○ぽ）を買うお店 洋服を選ぶようにお好みち○ぽを選び、試着する感覚でハメて、当たり前のように中出し!! 女子大生の間で人気急上昇!「キ○タマはパンパンに張ってて精子が詰まってる方が可愛いよね?」「分かる?それでデカチンのカリ高だと最高!」 | 4月24日  | DEEP'S                     |                                   |
| 全国女子大生図鑑☆千葉 りくちゃん 20才 | 4月25日  | ビッグモーカル             |                                   |
| 細身短髪美少女のデカ尻がエロ過ぎて(;´Д｀) | 4月30日  | MARRION                    |                                   |
| J○散歩!! ガチ交渉でココまでヤッちゃいました!! | 5月1日   | DOC                        |                                   |
| 友達とエッチしちゃった話 | 5月1日   | S-Cute                     |                                   |
| 隣に住む人妻がコンドームを落として僕を誘惑! | 5月1日   | MUTTURi                    |                                   |
| 名門お嬢様学園でイジメられ続けた新任教師 | 5月5日   | フリーダム                 |                                   |
| 競泳水着 顔面騎乗 | 5月5日   | フリーダム                 |                                   |
| ナチュラルハイ15周年記念作品 痴漢総決起集会 被害者15名 完全［中出し］スペシャル | 5月10日  | ナチュラルハイ             |                                   |
| 初黒人ナマ中出し! 初大量潮吹き! 初白人ザーメンごっくん! 湊莉久初解禁スペシャル! | 5月10日  | サディスティックヴィレッジ |                                   |
| 催眠素顔 10 | 5月15日  | 催眠研究所                 |                                   |
| ウブな教え子をち○ぽ汁（ザーメン）まみれにするデカチン巨乳 ふたなり体育教師 ある日突然生えてきたふたなり巨根の疼きに耐えられず、何度射精しても萎えない絶倫ち○ぽと大量おち○ぽミルクで教え子の女子校生を犯すち○ぽメスになってしまった美人先生        | 5月22日  | DEEP'S                     |                                   |
| 魔法性女エロス☆マギカ | 5月23日  | てぃーくらふと             |                                   |
| 有名コスプレイヤー月に一度の危険日中出しオフ会 | 6月1日   | ワンズファクトリー         |                                   |
| 快楽に理性は崩壊。 湊莉久 | 6月1日   | TEPPAN                     |                                   |
| レズ奴隷 Vol.10 驕心壊落・砕けちる知的で傲慢な女医のプライド | 6月5日   | DEEP'S                     |                                   |
| 掃除道具で強制射精させられた 2 ～優等生女子編～ | 6月5日   | フリーダム                 |                                   |
| SPECIAL DOUBLE CAST レズAV監督白虎の「本気の愛し合い」 | 6月13日  | U＆K                       |                                   |
| 即ハメ痴漢2 | 6月19日  | ナチュラルハイ             |                                   |
| 酔い潰れた女に手を出したら声を押し殺して感じ始めた 2 | 6月19日  | AKNR                       |                                   |
| コスプレイヤー性大祭 | 6月25日  | PSYCHEDELIC PUPPET         |                                   |
| 私痴漢バスに乗ります。 夫には言えないふしだらな欲望痴漢強姦魔に無言で生中出しされる人妻 | 6月25日  | セレブの友                 |                                   |
| 湊莉久 BEST SELECTION 4時間 | 6月27日  | TMA                        | 単体ベスト作品 Blu-ray版同時発売  |
| アンナと花子全面監修 アナル舐めレズビアン | 7月1日   | ワンズファクトリー         |                                   |
| 突撃潜入！！素人乱交サークル2 変態社会人と人気AV女優 | 7月1日   | ZUKKON BAKKON              |                                   |
| 理性の吹き飛んだ美少女と中出し性交 | 7月1日   | MOODYZ                     |                                   |
| 羞恥！クリ＆Gスポットダブル・ビッグバンローター!シビれて麻痺した湊莉久を痴漢したら潮をだだ漏れ潮!潮! | 7月1日   | サディスティックヴィレッジ |                                   |
| 新足裏 生足とストッキングの足裏 Vol.2 | 7月5日   | フリーダム                 |                                   |
| 妹にチ●コをじっくり観察されてシコらされた俺 | 7月5日   | フリーダム                 |                                   |
| 「このオンナ、最上級。Deluxe」 DX#10 | 7月19日  | プレステージ               |                                   |
| TOKYO GIRLS 2014 新ゲロゲロイラマチオ 夏 | 7月24日  | サディスティックヴィレッジ |                                   |
| 夢の近親相姦！「お姉ちゃんのパンツ見すぎだぞ（ハート）」ちょっぴり大人になった姉貴達のカラダにチ○ポびんびんな僕ですが、誘ってきたのはお姉ちゃんなんです                                                                                           | 7月24日  | SWITCH                     |                                   |
| チラッしゃいませ！！kawaii*学園文化祭2014 パンチラJKがお出迎え♪ | 8月1日   | kawaii                     | AV OPEN2014ヘビー級エントリー作品 |
| 美少女コスプレイヤーSEX | 8月1日   | PSYCHEDELIC PUPPET         |                                   |
| JKチアガールズ 有村千佳×湊莉久×初美沙希 | 8月8日   | クリスタル映像             |                                   |
| 国民的アイドル M-girls2 誘惑超絶大乱交4時間スペシャル～トップアイドル目指して酒池肉林のSEX接待～ | 8月13日  | MOODYZ                     |                                   |
| 彼氏の見舞いに来た女の無防備パンチラに隣のベッドで下半身だけ元気になってしまった僕。カーテン越しに痴漢したら女もその気になって彼氏の寝てる横で僕の上にまたがってきた！                                                                            | 8月21日  | SWITCH                     |                                   |
| もうすぐ卒業だから… 学籍番号029 | 8月22日  | ONE DA FULL                |                                   |
| Wショートカット美少女 仲良しふたり組いきなりレズ体験 | 9月5日   | h.m.p                      |                                   |
| 女子だけ半裸学園 | 9月6日   | AKNR                       |                                   |
| すし詰め満員バスでムチムチ尻が僕の股間にド密着！思わずフル勃起したチ○ポがスカートめくり上げて挿入してしもた！！ | 9月6日   | SWITCH                     |                                   |
| 痴漢され最後まで感じていることを認めず何度もイカされ痙攣が止まらない女子校生 | 9月6日   | ナチュラルハイ             |                                   |
| 家なきJKギャル ～即席つらたんアルバイト～ りく | 9月12日  | S級素人                    |                                   |
| レズビアンヌ | 9月13日  | U&K                        |                                   |
| MOODYZファン感謝祭バコバコバスツアー2014 南国バコバコランド大乱交！！ | 9月13日  | MOODYZ                     | Blu-ray版同時発売                 |
| 妹ハーレム りくとななせといと | 9月13日  | 無垢                       |                                   |
| 強制種付けW中出し奴隷契約 ガチ仲良し2人に合法生ハメ中出し32発！！ | 9月25日  | 本中                       |                                   |
| 天使すぎるS級アイドル女優3 彼女の気持ち見てみませんか？たっぷり243分！ | 10月10日 | メーテルホルモン           |                                   |
| 変態に支配された性奴隷 湊莉久 | 10月24日 | ケイ・エム・プロデュース   |                                   |
| 真夏のムレッムレッ逆痴漢電車 | 10月25日 | kawaii                     |                                   |
| 女子校生 人体固定中出し輪姦 湊莉久 | 11月1日  | MOODYZ                     |                                   |
| 個室ビデオ店に湊莉久、派遣します。 | 11月7日  | クリスタル映像             |                                   |
| 放尿、潮吹き、大失禁。 湊莉久 | 11月7日  | プレミアム                 |                                   |
| 純粋無垢な女子校生がベッドやシーツを掴んでイキまくるプライベートSEX | 11月13日 | 無垢                       |                                   |
| 鬼フェラ地獄 女子校生スペシャル 湊莉久 藤原ひとみ | 11月14日 | ケイ・エム・プロデュース   |                                   |
| 舞ワイフ 〜セレブ倶楽部〜 68 | 11月20日 | AROUND                     | 「上村陽菜」名義                  |
| 妹コレクション | 11月25日 | PSYCHEDELIC PUPPET         |                                   |
| お嬢様クロニクル 23 湊莉久 | 11月28日 | ワンダフル                 |                                   |
| ZUKOBAKO 奇跡の夏休み ～素人男性達が過ごした夢の1日～ | 12月1日  | ZUKKON/BAKKON              | Blu-ray版同時発売                 |
| ショートカット美少女のエッチな日常 | 12月1日  | S-Cute                     |                                   |
| 大きなチ○ポに狂った美少女 湊莉久 | 12月1日  | ワンズファクトリー         |                                   |
| アスリートレズ痴漢 ～汗に濡れた身体を狙う卑猥なレズビアン～ 湊莉久 阿部乃みく 夏目優 | 12月7日  | ビビアン                   |                                   |
| 美少女即ハメ白書 31 | 12月19日 | プレステージ               |                                   |
| 彼女の姉貴とイケナイ関係 逢坂はるな | 12月19日 | アイデアポケット           |                                   |
| 【実写版】りんかん倶楽部・前編 大槻ひびき 蓮実クレア 湊莉久 枢木みかん | 12月25日 | ZIZ                        |                                   |
| 食い込みデカ尻アスリート 湊莉久 | 12月25日 | kawaii                     |                                   |
| 全発射本物精子 ぶっかけ・精飲・アナル・2穴・中出し最高級性奴隷育成監獄 | 12月26日 | ダスッ！                   |                                   |

| 2015年 | 2015年   | 2015年                         | 2015年                                |
| タイトル | 発売日   | メーカー                       | 備考                                  |
| --- | -------- | ------------------------------ | ------------------------------------- |
| お姉さんのワキが好き!! | 1月1日   | ワンズファクトリー             |                                       |
| 中出しされたザーメンをごっくん Vol.5 湊莉久 初美沙希                                                                              | 1月13日  | MOODYZ                         |                                       |
| ショートカット美少女の湊莉久が 黒ギャルSEXモンスター上原花恋を犯す。                                                              | 1月19日  | レズれ!                        |                                       |
| 腰ガク尻ブル痙攣中出しトランス | 1月19日  | 乱丸                           |                                       |
| 安全日も危険日も義父に種付けされる若妻                                                                                            | 1月23日  | EROTICA                        |                                       |
| 美少女2人と逆3Pデートしよっ 川村まや 湊莉久                                                                                       | 2月1日   | MOODYZ                         |                                       |
| 性の知識がない親戚の娘 | 2月1日   | ワンズファクトリー             |                                       |
| 新人・湊莉久デビュー | 2月6日   | h.m.p                          |                                       |
| 監禁ドキュメント 湊莉久 | 2月7日   | アタッカーズ                   |                                       |
| プレミアム スタイリッシュソープ ゴールド 湊莉久                                                                                   | 2月7日   | プレミアム                     |                                       |
| 私、実は夫の上司に犯され続けてます… 湊莉久                                                                                        | 2月13日  | 溜池ゴロー                     |                                       |
| 最高級性奴隷育成監獄 未公開調教記録                                                                                               | 2月25日  | ダスッ!                        |                                       |
| 催眠中出しオナホール | 2月25日  | 本中                           |                                       |
| りくみく!ショートカットの激カワ美少女と3P中出し 湊莉久×阿部乃みく                                                                 | 2月27日  | TMA                            |                                       |
| スーパーベスト6時間 湊莉久 | 2月28日  | HMJM                           | 個人ベスト                            |
| 男魂快楽地獄責め 戦慄のマルチプル・オーガズム研究所 第十七巻 湊莉久 内村りな                                                      | 3月1日   | MOTHERS ENTERTAINMENT PICTURES |                                       |
| 素人にイカされまくる湊りく | 3月1日   | MOODYZ                         |                                       |
| 湊莉久の凄テクを我慢できれば生★中出しSEX!                                                                                         | 3月1日   | ワンズファクトリー             |                                       |
| 個撮モデルにハメ撮りのお願いをしてみたら… 2                                                                                       | 3月5日   | グローリークエスト             |                                       |
| 素敵なカノジョ 湊莉久 ショートカット美少女の中出しごっくん顔面騎乗せっくす                                                        | 3月13日  | BACK DROP                      |                                       |
| 4本番 湊莉久 | 3月19日  | TEPPAN                         |                                       |
| ヤリマン幼なじみ4人が住む子作り町3丁目2番地                                                                                       | 3月25日  | 本中                           |                                       |
| 湊 莉久 8時間 | 4月1日   | ワンズファクトリー             | 個人ベスト                            |
| 早漏草食系ダンナの目を盗んで僕をチ○ポペット「性玩具」としてこっそり飼う変態新婚妻                                                 | 4月3日   | DIY                            |                                       |
| 湊莉久が地元の知ってる人達とガチでセックス                                                                                        | 4月13日  | MOODYZ                         |                                       |
| ノーパンパンスト女の着衣美尻FUCK                                                                                                  | 4月16日  | グローリークエスト             |                                       |
| 青姦中出し女子校生-淫乱痴女になる性感帯スイッチ                                                                                   | 4月25日  | 美（現 痴女ヘブン）            |                                       |
| 湊莉久ノスベテ… 6時間 | 5月13日  | 無垢                           | 個人ベスト                            |
| 湊莉久＆女監督なんともJAPANが行く仲良し2人組限定！親友の目の前で恥じらいのびっくんびっくん大痙攣!友達同士の超濃厚レズ3Pスペシャル | 5月25日  | ナンパJAPAN                    |                                       |
| 湊莉久作品集 | 7月23日  | サディスティックヴィレッジ     | 個人ベスト                            |
| 湊莉久 2枚組8時間『極（きわみ）』BEST 11SEX!8中出し!!                                                                             | 8月20日  | ディープス                     | 個人ベスト                            |
| 鉄板 湊莉久 7本番 | 9月1日   | TEPPAN                         | 個人ベスト                            |
| 殿堂!スーパーアイドル8時間 湊莉久                                                                                                 | 10月9日  | million                        | 個人ベスト                            |
| ReBORN 湊莉久 teamZERO専属＆復帰4時間                                                                                             | 10月13日 | teamZERO                       | teamZERO専属初作品、Blu-ray版同時発売 |
| 【悶絶美少女】湊莉久 理性・本能・自我も吹き飛ぶ全て真正中出し39発ベスト!                                                          | 10月25日 | 本中                           | 個人ベスト                            |
| 湊莉久 7.5時間 SPECIAL COLLECTION                                                                                                 | 11月6日  | クリスタル映像                 | 個人ベスト                            |
| 完全ノーカット 中出し5本番 | 11月13日 | teamZERO                       |                                       |
| 同人コスプレピンキーweb 2 湊莉久さん                                                                                              | 12月11日 | TMA                            |                                       |
| 通学途中に痴漢の手によって絶頂を教え込まれた女子校生                                                                              | 12月13日 | teamZERO                       |                                       |

| 2016年                                                                                                   | 2016年   | 2016年   | 2016年                        |
| タイトル                                                                                                 | 発売日   | メーカー | 備考                          |
| --- | -------- | -------- | ----------------------------- |
| 理性を失って大量潮吹きガクガク腰砕け無限絶頂大失禁セックス                                               | 1月13日  | teamZERO |                               |
| 湊莉久の中出しおま○こ見せてあげる                                                                        | 2月13日  | teamZERO |                               |
| ありえない場所でドキドキ公然露出SEX                                                                      | 3月13日  | teamZERO |                               |
| 湊莉久は本当にエロいのか?!プライベートでお持ち帰りされたSEX映像を完全騙し撮り                            | 4月13日  | teamZERO |                               |
| 機密捜査官 残虐ミッションと拷問キメセクの罠                                                              | 5月13日  | teamZERO |                               |
| 毎日のように部室で性処理奴隷として扱われる女子マネージャー                                               | 6月13日  | teamZERO |                               |
| 中年オヤジを骨抜きにする援交美少女の変態セックス                                                         | 7月13日  | teamZERO |                               |
| 万引きの代償に性裁を下される女子校生                                                                     | 8月13日  | teamZERO |                               |
| 湊莉久がアナタのお宅について行ってイイですか?街角で声をかけた一般男性のお家を見せてくれたらお礼にガチSEX | 9月13日  | teamZERO |                               |
| 専属NO.1 STYLE 湊莉久エスワンデビュー                                                                    | 10月7日  | S1       | Blu-ray版同時発売             |
| 交わる体液、濃密セックス 完全ノーカットSP                                                                | 11月13日 | S1       | 11月7日発売より変更           |
| 湊莉久teamZEROスーパーコンプリートBOX8時間                                                               | 11月13日 | teamZERO | 個人ベスト、Blu-ray版同時発売 |
| Supreme Best湊莉久 2枚組8時間                                                                            | 11月25日 | TMA      | 個人ベスト                    |
| 痙攣絶頂ビックンビックン黄金比スレンダーBODY                                                             | 12月13日 | S1       | 12月7日発売より変更           |

| 2017年 | 2017年   | 2017年   | 2017年              |
| タイトル | 発売日   | メーカー | 備考                |
| --- | -------- | -------- | ------------------- |
| 快感お漏らし 失禁・大洪水スペシャル | 1月13日  | S1       | 1月7日発売より変更  |
| アナタ史上最高のオナニー体験のために湊莉久が250％全力でちんしこサポート 夢の10コーナー＆19発射スペシャル!! | 2月13日  | S1       | 2月7日発売より変更  |
| 1ヵ月間セックスもオナニーも禁止されムラムラ全開でアドレナリン爆発!痙攣しまくり性欲剥き出しFUCK | 4月1日   | S1       | 3月19日発売より変更 |
| スタイル自慢の痴女三姉妹が僕ひとりを奪い合う朝から晩までハメまくりハーレム同棲性活 | 4月7日   | S1       | Blu-ray版同時発売   |
| 完全緊縛されて無理やり犯された女子大生 | 5月19日  | S1       | 5月7日発売より変更  |
| 乳首舐めじゃくり誘惑接吻エステサロン | 6月13日  | S1       |                     |
| 最後は必ずお尻を使って射精することにこだわった湊莉久の究極尻射精SEXテクニック | 7月19日  | S1       |                     |
| 風俗店で妹に遭遇した俺（兄）。気まずいと思いきや妹の方から微笑んでくるまさかの胸熱展開に内心ラッキーなむっつり兄貴たち。                                                                                                  | 8月25日  | S1       |                     |
| 酔っ払うとヤリマン化する湊莉久が理性・記憶がブッ飛ぶほど痙攣絶頂を繰り返す泥酔隠し撮り完全プライベートドキュメント | 9月25日  | S1       |                     |
| 挿入･フェラチオ･接吻をひたすら繰り返す男汁大好きPTM痴女お姉さん | 10月19日 | S1       |                     |
| 【VR】長尺VR×S1 バーチャル空間で湊莉久のSEXテクニックを超堪能フルコース！【ご奉仕メイドのディープスロート＆デカ尻コキ】【痴女女教師の濃厚ベロキス＆お仕置き淫語手コキ】【淫乱妻の見せつけNTRセックス＆ウツ勃起チンポSEX】 | 10月18日 | S1       | VR作品              |
| 大乱交！！チ●ポ24本VS湊莉久 常に肉棒を求めてイカセ合うノンストップ24連発 超乱交スペシャル | 11月19日 | S1       |                     |
| 常にうまのり騎乗位専任Tバックメイド | 12月13日 | S1       |                     |
| S1デビュー1周年記念 湊莉久S1初ベスト8時間 | 12月19日 | S1       |                     |

| 2018年 | 2018年  | 2018年   | 2018年     |
| タイトル | 発売日  | メーカー | 備考       |
| --- | ------- | -------- | ---------- |
| イヤラしいカラダ NO.1スタイル 湊莉久×カンパニー松尾 5年ぶりの再会 感情剥き出しリアル性交                                                                 | 1月25日 | S1       |            |
| 盗撮リアルドキュメント! 密着23日､湊莉久のプライベートを激撮し､行きつけのバーで見習い店員に扮したイケメンナンパ師に引っ掛かって､SEXまでしちゃった一部始終 | 2月19日 | S1       |            |
| 湊莉久の凄テクを我慢できれば生★中出しSEX! | 3月6日  | S1       |            |
| 湊莉久AV引退 最初で最後のファン感謝祭ぶっかけ!!自宅公開＆スッピン解禁!!パイパン剃毛!!泥酔乱交!!やりたい放題THE FINAL240分スペシャル                      | 3月25日 | S1       |            |
| 湊莉久AV引退 S1全17タイトル完全コンプリートMEMORIAL BEST16時間                                                                                           | 6月7日  | S1       | 個人ベスト |

2019年
- 莉久エスト (ハート) (2月1日、ワープエンタテインメント) ※個人ベスト

### イメージDVD
- 『湊莉久はオレのカノジョ。』（2015年2月25日、GARDEN）
- 『エロキュート 湊莉久』（2015年4月28日、オルスタックソフト販売）
- 『スキンヌード 湊莉久』（2015年7月28日、QQ's）
- 『R』（2015年7月31日、エスデジタル）
- 『全裸ヨガ教室vol.15～湊莉久編～』（2015年9月29日、オルスタックソフト販売）
- 『Riku 魅惑の短髪女子 湊莉久』（2015年11月5日、レベッカ）- Blu-ray版同時発売
- 『エロキュート 湊莉久2』（2015年12月26日、オルスタックソフト販売）
- 『à nu 湊莉久』（2015年6月17日、DIGIPLAN）
- 『ALL NUDE』（2017年10月26日、エアーコントロール）

### 映画DVD
- 『闇金ウシジマくん ザ・ファイナル』（2017年3月24日、SDP）

### Vシネマ
- 『デコトラ・ギャル杏』（2016年2月5日、オールインエンタテインメント）
- 『僕だけの先生 〜らせんのゆがみ〜』（2017年2月3日、アメイジングD.C.）
- 『夜王誕生 〜女を喰らう男たち〜』（2017年4月5日、竹書房）
- 『ザ・地獄麻雀』（2017年6月2日、ネクスタシーEX）- 麻央 役

### 一般DVD
- 『GO!GO!こじまな号VS今日のあまつか　番組対抗学園祭』（2015年9月、つくばテレビ）
- 『かすみレディオvol.24』（2015年9月、つくばテレビ）
- 『Kiss me, Kiss me, Kiss me』（2015年11月3日、クリバン）
- 『かすみレディオvol.26』（2016年3月、つくばテレビ）
- 『かすみレディオVol.27〜ラストレディオ〜』（2016年6月30日、つくばテレビ）
- 『阿部乃ちゃんねるベストVol.1』（2016年7月、つくばテレビ）
- 『湊、今からだべるってよVOL.1』（2016年11月13日、つくばテレビ）
- 『湊、今からだべるってよVOL.2』（2017年2月12日、つくばテレビ）

### 一般BD
- 『湊、今からだべるってよVOL.3』（2017年7月2日、つくばテレビ）
- 『桃さんぽVOL.2』（2017年8月6日、つくばテレビ）
- 『湊、今からだべるってよVOL.4』（2017年10月29日、つくばテレビ）
- 『湊、今からだべるってよVOL.5』（2018年5月30日、つくばテレビ）
- 『はなみなと VOL.1』（2018年8月26日、つくばテレビ）
- 『はなみなと VOL.2』（2018年12月3日、つくばテレビ）

### CD
KÜHN
- 『KÜHN』（2015年）

恵比寿★マスカッツ
シングル
- 『TOKYOセクシーナイト』（2015年11月25日、ポニーキャニオン）
- 『Sexy Beach Honeymoon』（2016年5月25日、ポニーキャニオン）

アルバム
- 『喜怒愛楽』（2017年4月26日、ポニーキャニオン）

## 出演

### テレビ番組
日付の後の*印はCS番組などの初回放送日を示し、初回放送後もリピート放送が行われている場合がある。
レギュラー
- マスカットナイト（2015年10月8日 - 2017年3月30日、テレビ東京）
- 湊、今からだべるってよ（2016年5月17日* - 2018年4月18日*、エンタ!959）
- マスカットナイト・フィーバー!!!（2017年4月6日 - 9月28日、テレビ東京）
- 恵比寿★マスカッツ1stLIVE「Tokyo Sexy Dynamite 2015～初恋～」（2017年4月8日*、V☆パラダイス）
- 恵比寿マスカッツ横丁!（2017年10月5日 - 12月28日 、テレビ東京）
- はなみなと（2018年5月16日* - 2019年1月16日*、エンタ!959）

ゲスト
- 魚拓と成瀬のツキとスッポンぽん #7・#8（2014年10月19日・26日、パチ・スロ サイトセブンTV）
- 阿部乃ちゃんねる #4・#5（2015年1月1日*・2月1日*、エンタ!959）
- チャンネル生回転TV Midnightザップ!（2015年3月11日・2016年2月1日・3月14日、BSスカパー!）
- GO!GO!こじまな号 #26 - #28（2015年6月16日*・7月18日*・8月18日*、エンタ!959）
- かすみレディオ #38・#40・#45・#47（2015年7月17日*・9月18日*・2016年2月16日*・4月19日*、エンタ!959）
- 今日のあまつか #8・#35（2015年12月17日*・2018年3月16日、エンタ!959）
- 36時間かすみ果穂＆上原亜衣引退特別編成（2016年4月16-17日、エンタ!959）
  - かすみレディオ 傑作レディオ3（2016年4月17日）
  - かすみレディオ ラストレディオ（2016年4月17日）
- 橋本マナミのヨルサンポ（2016年5月15日、BSフジ）
- IDOL♡アカデミー(K・U・T )ノ爆 #4・#29（2016年5月31日・2017年5月16日、kawaiianTV他）
- 水道橋博士のムラっとびんびんテレビシーズン2　#9-12（2016年7月30日・8月12日・26日・9月9日配信、J:COM）- #9ゲスト、#10-12コーナー出演
- 徳井義実のチャックおろさせて〜や 第7回（2016年10月22日、BSスカパー!）
- 他人のSEXで生きてる人々2 #1（2016年11月9日*、エンタメ〜テレ）
- 誘女、派遣します episode17・18（2016年12月23日*・2017年1月27日*、V☆パラダイス）
- 麻雀最極決定戦！サバイバルバトル 極雀season7（2017年3月16日*〜3月29日・全8回、フジテレビONE）
  - #1（3月16日*）、#2（3月17日*）、#3（3月21日*）、#4（3月22日*）、#5（3月23日*）、#6（3月24日*）、#7（3月28日*）、#8（3月29日*）
- 桃さんぽ #7（2017年4月17日*、エンタ!959）- 「湊、今からだべるってよ」#12とのコラボ企画
- 高橋しょう子と三上悠亜のSHOW YOUR ROCKETS #18・19（2018年3月2日*・4月1日*、エンタ!959）

R20番組
- 月刊 湊莉久（2015年4月5日*、エンタ!959）
- 月刊 あやみ旬果3（2015年11月2日*、エンタ!959）
- 月刊 湊莉久2（2015年12月3日*、エンタ!959）
- 裸美人 #59（2016年11月18日*、エンタ!959）
- 怒涛のヌードアワー#47・#49（2017年2月18日*・4月17日*、エンタ!959）

### ラジオ番組
恵比寿★マスカッツ
- 『J POP N’ ROCKs』（2016年5月11日、エフエム富士）

### 映画
- 『闇金ウシジマくん ザ・ファイナル』（2016年10月22日公開、東宝）「レッド・ペガサス」の初美さん役

### インターネット番組・配信
レギュラー
- 『恵比寿マスカッツ 1.5 真夜中のワイドショー』（2017年11月9日 - 、AbemaTV）

ゲスト
湊莉久
- もう!バカリズムさんのドH!　#14・#15・#22（2015年5月24日・6月28日・2016年1月25日、NOTTV)
- トシゾーが『龍が如く0 誓いの場所』のミニゲームを遊び尽くすやつ（2016年6月14日、ニコニコ生放送)
- トシゾーのラジオのやつの特別豪華なやつ（2016年6月14日、ニコニコ生放送)
- 【湊莉久と辰巳シーナが登場!】8/7(日)ブチヌキ舟券勝負だ!レディースチャンピオン 女祭り!（2016年8月7日、ニコニコ生放送)
- ナマイベルト! 第16回（2016年11月3日、ニコニコ生放送)
- GigaFile便「セクシー女優のアダルトーク」（2017年2月2日、GigaFile便)
- 【湊莉久・辰巳シーナ・星奈美咲が登場！】2/19(日)ブチヌキ舟券勝負だ！GⅠ地区選手権競走（2017年2月19日、ニコニコ生放送)
- 「フィッシングナイト」ラファエル×エイジ（アバンティーズ）×湊莉久コラボドラマ（2017年3月3日配信、YouTube・劇団スカッシュ）
- 「TOKYO DISCOVERY」 Part1〜3（2017年3月30日配信、YouTube・JLCレジャーチャンネル ボートレース専門チャンネル）
- DMMアワードから歴代受賞者『大槻ひびき』&『湊莉久』が生出演! ニコラジ月曜日（2017年4月10日、ニコニコ生放送)
- S1お泊まり会♪湊莉久&辻本杏（2017年4月25日、ツイキャス)
- トイズハートプレゼンツ「ハートの部屋（仮）」（2018年4月2日、ニコニコ生放送）＊第30回ゲスト[25][26]
- トイズハートプレゼンツ「パリッコの飲み行く！？」（2018年5月2日、YouTube トイズハートチャンネル）＊第７回ゲスト[27]

恵比寿★マスカッツ・恵比寿マスカッツ1.5
- M-ON! MUSIC【5秒で答えて】with 湊莉久（恵比寿★マスカッツ）（2015年12月10日配信、MUSIC ON! TV）
- 徳光正行の「あなたをもっと知りたくて！」（2016年1月6日 - 2月3日、スマホでUSEN）- 1月度の「川上奈々美特集」「湊莉久特集」「ティア特集」「夏目花実特集」（放送順）の4番組に出演。期間内は同一番組を1週間繰り返し放送、毎週水曜正午更新。
- 『恵比寿★マスカッツ2ndシングル発売記念〜ミニライブ＆トーク＆楽屋覗き見生放送〜』（2016年5月14日、ニコニコ生放送）
- 『一ノ瀬文香×「アイドル」』（2016年5月31日、ニコニコ生放送）
- 『SPECIALな金曜The NIGHT 恵比寿マスカッツ編 #1』（2016年7月16日、AbemaTV）
- 『西川貴教のイエノミ!! イナズマロックフェス2016 出張版 ～第二夜～ 』（2016年9月18日、ニコニコ生放送）
- 『ポニーキャニオン50周年50時間連続放送 ポニキャン50TV 「マスカットナイト」出張SP』（2016年10月10日、ニコニコ生放送・LINE LIVE・FRESH! by AbemaTV・YouTube Live）
- 『極楽とんぼ「KAKERU TV」〜24時間AbemaTV生JACK〜』（2017年3月4日-5日、AbemaTV）
- 『死ぬまでに一度は行ってみたい夢の飲み会に潜入してみた』（2017年4月12日、AbemaTV）

### ライブ
湊莉久
- 『Milgene Sonic!』（2014年7月26日、新宿MARZ）
- 『ミルジェネ音楽祭』（2015年1月31日、新宿MARZ）
- 『Milgene Sonic!2017』（2017年7月30日、下北沢GARDEN）

KÜHN
- 『Kühn Debut LIVE at TOWER RECORDS SHIBUYA』（2015年3月21日、TOWER RECORDS SHIBUYA CUT UP STUDIO）
- 『KÜHN Live!! Vol.1　-Platonic Live-』（2015年5月20日、新宿LEFKADA）
- 『onafes2015 IN TOKYO』（2015年6月20日、渋谷Dr.ジーカンスビル5階）
- 『SEXY J SUMMER FESTIVAL』（2015年7月31日、川崎CLUB CITTA'）
- 『SEXY IDOL MUSIC FESTA』（2015年8月23日、新木場STUDIO COAST）
- 『KÜHN Live!! Final』（2015年10月9日、新宿LEFKADA）

恵比寿★マスカッツ・恵比寿マスカッツ1.5
- 『Tokyo Sexy Dynamite 2015～初恋～』 （2015年12月21日、恵比寿リキッドルーム）
- 下北沢サウンドクルージング2016（2016年5月28日、新代田FEVER）
- 『全国暴走ツアー2016〜タイホしちゃって♥〜』（2016年6月5日 - 8月12日）
  - 札幌（6月5日、cube garden）・名古屋（6月11日、Electric Lady Land）・横浜1部（6月19日、横浜ベイホール）・鹿児島（7月18日、CAPARVOHALL）・大阪（8月11日、umeda AKASO）・東京（8月12日、恵比寿リキッドルーム）の6公演に出演
- TOKYO IDOL FESTIVAL 2016「スパークリングNIGHT」（2016年8月6日、DOLL FACTORY〔フジテレビ湾岸スタジオ M2スタジオ〕）
- BOYS & GIRLS 夏祭り!! feat. 恵比寿★マスカッツ ”全国暴走ツアー2016〜タイホしちゃって♥〜” AFTER PARTY（2016年8月19日、WOMB）
- イナズマロックフェス 2016「風神ステージ」（2016年9月18日、滋賀県草津市烏丸半島芝生広場）
- DMM.yell Live 2016 ～禁断のツーマンライブ～ ミオヤマザキ×恵比寿★マスカッツ（2016年9月26日、morph-tokyo）
- 私立バナナ・マンゴー・ハイスクールpresents SHIBUYA HALLOWEEN MUSCATS 2016（2016年10月29日、Mt.RAINIER HALL SHIBUYA PLEASURE PLEASURE）※ファンクラブ限定イベント。1部に出演
- 恵比寿★マスカッツ喧嘩上等ライブ 〜VS仮面女子 8100円を払うのはどっちだ!? このバカタレが! in Zeppダイバーシティ東京〜（2016年12月16日、Zeppダイバーシティ東京）
- バンもん!Fes.2016winter 〜雪降る夜にフェスして〜（2016年12月17日、渋谷WWW）
- 全国ツアー「大トロ・中トロ・クアトロツアー2017〜大漁〜」（2017年4月16日 - 5月4日）
  - 広島（4月16日、CLUB QUATTRO）・梅田（4月27日、CLUB QUATTRO）・渋谷（5月3日、CLUB QUATTRO）の3公演に出演
- 喜怒哀楽ツアー「全国イク行く〜」（2017年5月13日 - 6月20日）
  - 横浜（5月21日、PREMIRE HALL）・岡山（5月27日、CRAZYMAMA KINGDOM）・高松（5月28日、オリーブホール）・仙台（6月1日、JUNK BOX）・青森（6月2日、Quarter）・函館（6月3日、CLUB COCOA）・札幌（6月4日、cube garden）・恵比寿（6月20日、リキッドルーム）の8公演に出演
- presented by ミオヤマザキ「ミオフェス〜愛知編〜」（2017年6月6日、名古屋Electric Lady Land）
- TIFもハジける!スパークリングNIGHT!!（2017年8月4日、DOLL FACTORY〔フジテレビ湾岸スタジオ M2スタジオ〕）
- 恵比寿★マスカッツ 夏のペロペロ祭り2017〜山根も浴衣に着替えたら?〜 in Zepp Tokyo（2017年8月19日、Zepp Tokyo）
- 恵比寿マスカッツ 1.5 初ライブ ラブホ街の悪夢（2017年12月29日、TSUTAYA O-EAST）
- 恵比寿マスカッツ 1.5 コンプライアンスなんて怖くない!（2018年5月4日・12日、マイナビBLITZ赤坂・梅田CLUB　QUATTRO）
- 森カノン卒業記念ツーマン 「仮面女子×恵比寿マスカッツ 1.5」（2018年6月30日、仮面女子カフェ）
- 「恵比寿マスカッツ 1.5 おかげサマーツアー」（2018年7月21日 - 8月24日）
  - 大阪（8月5日、BIG CAT）、東京（8月24日、TSUTAYA O-EAST）の2公演に出演
- 「恵比寿マスカッツ 冬の卒業式〜言っとくけど私たちず〜っとマスカッツ好きだからなSP〜」（2018年12月15日、品川ステラボール）

### イベント
湊莉久
- DMM.R18アダルトアワード2015（2015年5月4日、豊洲PIT）- 最優秀女優賞を受賞
- Asia Entertainment Expo 2015（2015年12月11日-13日、中国・マカオ）
- AVN Adult Entertainment Expo 2016（2016年1月20日-23日、米国・ラスベガス）
- DMM.R18アダルトアワード2016（2016年5月4日、豊洲PIT）- 最優秀女優賞のスペシャルプレゼンターとして出演。当イベント2016年度宣伝部長としても活動
- DMM.R18アダルトアワード2016 〜後夜祭〜 （2016年5月18日、新宿ロフトプラスワン）
- スカパー!アダルト放送大賞2017授賞式（2017年3月3日、品川ステラボール）
- 風俗顧問弁護士のフーゾク業界のナイショ話〜嬢は客となぜ本○しちゃうのか?〜（2017年7月13日、新宿LEAFKADA）
- 業界専門顧問弁護士と顧問税理士の風俗裏超会議 〜「嬢の盗撮」と「税務調査」を騙ろうじゃないか！〜（2018年2月7日、新宿ロフトプラスワン）
- DMM.R18アワード2018開催記念 湊莉久＆大槻ひびき 公開取材＆ファン懇親会（2018年3月28日、週プレ酒場）
- トイズハートプレゼンツ「とりあえずナマで！」スペシャル編 『神咲詩織と湊莉久のかかってこいやー』(2018年12月1日、ネイキッドロフト）[28][29]。
- 「湊莉久×福島裕二 写真展」（2018年12月27日-30日・2019年1月7日-20日、ギャラリー・ルデコ）

恵比寿★マスカッツ・恵比寿マスカッツ1.5
- すごい豆まき2016（2016年2月3日、品川ステラボール）
- sexy club all-nighter feat 恵比寿★マスカッツ（2016年2月14日、新宿ロフトプラスワン）
- DMM.R18アダルトアワード2016（2016年5月4日、豊洲PIT）- 当イベントのライブパフォーマーである恵比寿★マスカッツのメンバーとしても参加
- 恵比寿★マスカッツ緊急決起集会!大阪ライブの前日にタイホしちゃって？（2016年8月10日、ロフトプラスワンWEST）
- すごい豆まき2017（2017年2月3日、スターライズタワー）
- NAGOYAオートトレンド2017（2017年2月26日、ポートメッセなごや）
- BOM BOM PA 惠比壽麝香葡萄 魅力滿爆 假面嘉年華（2017年3月31日 - 4月2日、台湾 WAVE CLUB Taipei・ATT SHOW BOX）
- DMM.R18 ADULT AWARD 2017（2017年4月23日、豊洲PIT）
- sexy club all-nighter feat 恵比寿★マスカッツ2017（2017年7月13日、新宿ロフトプラスワン）
- COLOR&BUBBLE FESTIVAL NEVERLAND（2017年8月27日、愛知県常滑市りんくうビーチ特設会場）
- NAGOYAオートトレンド2018（2018年2月24日、ポートメッセなごや）
- 「ファンファンスプラッシュ2018」（2018年7月29日、お台場青海特設会場）

### ゲーム
- 龍が如く0 誓いの場所（2015年3月12日、セガ）- PlayStation 3・PlayStation 4　テレクラ嬢・莉久役

### パチンコ
- CRジューシーハニー2（2018年7月、サンセイアールアンドディ）[30]
- PジューシーハニーH（ハーレム）（2023年5月、サンセイアールアンドディ）

## 書籍

### 写真集
- 湊莉久1st.写真集『MINATO RIKU』（2015年5月25日、彩文館出版、撮影：ALEX WON） ISBN 978-4-775-60564-6
- 湊莉久写真集『Love Port～恋するミナト～』（2015年12月11日、双葉社、撮影：福島裕二） ISBN 978-4-575-30971-3
- 恵比寿★マスカッツ1st写真集『恵比寿★マスカッツでヌけたりヌけなかったり』（2017年8月19日、宝島社）ISBN 978-4800270191
- 湊莉久写真集『希繋-KIZUNA-』（2018年12月16日）【クラウドファンディング限定[9]】- 支援者に進呈および写真展限定発売

### ポーズ集
- 『ビジュアルヌード・ポーズBOOK act湊莉久』（2015年11月26日、二見書房、撮影：長谷川朗）ISBN 978-4-576-15186-1

### トレーディングカード
- AVC ジューシーハニー Vol.30（2015年04月25日、ミント）-　希崎ジェシカ、大槻ひびきとセット
- AVC ジューシーハニー ラグジュアリーエディション2015（2015年12月26日、ミント）-　天使もえ、あやみ旬果とセット
- 恵比寿★マスカッツ OFFICIAL TRADING CARDS -Vol.1-（2016年7月23日、ヒッツ）- 桃乃木かな・川上奈々美・吉澤友貴・石岡真衣・田森美咲とセット

### カレンダー
- 湊莉久 2016年カレンダー（2015年10月17日、ハゴロモ）
- 卓上 湊莉久 2016年カレンダー（2015年10月17日、ハゴロモ）

### アプリケーションソフトウェア
- 原寸大GIRLS（2017年3月1日、講談社）iOS対応